# Weua.info
Weua.info — колишня українська соціальна мережа, яка запрацювала 1 квітня 2014 року як соціальна мережа для українців. Засновником та головою сервісу є Богдан Оліярчук. Станом на кінець грудня 2014 року мережа нараховувала 235 тис. користувачів, з яких 89,4 %, за результатами сервісу Alexa, становлять користувачі з України.
Сайт позиціонував себе як соціальна мережа для молоді, об'єднаної ідеєю створення якісного, адекватного, інформативного та безпечного місця для спілкування. 2015 року припинила існування.

## Історія
Ідея створення сайту належить Богдану Оліярчуку. Роботу над проєктом розпочато у вересні 2013 року. До роботи було залучено 15 спеціалістів, які разом писали код, продумували дизайн та наповнення майбутньої соцмережі.
Соціальна мережа запрацювала 1 квітня о 12-й ночі. Того ж дня, буквально за пів години після початку роботи, сайт «упав» від великої кількості DDOS-атак. Хоча також на це могло вплинути некоректне налаштування серверів.
З початку створення соцмережі для реєстрації потрібно було ввести ключ, який надсилався на електронну пошту. Тим не менше, багато людей не отримали ключів, в інших соцмережах навіть почалася «торгівля» ключами. Але 2 травня команда WEUA заявила про те, що реєстрація стала відкритою — ключів більше не потрібно. З того часу почалося різке зростання кількості зареєстрованих людей. Окрім того, сайт підтримали інформаційне агентство «GALNET» і радіо-хвиля «Галичина FM». 18 серпня соцмережу підтримала «Львівська газета». Одною з перших у проєкті взяв участь гурт ТНМК. Також у соцмережі «завели» свої офіційні сторінки такі українські гурти та співаки, як Еріка, «Мері», «Рокаш», Ейва. З'явилися свої сторінки й у журналіста Віталія Портнікова, команди Start IT, поетеси Анастасії Дмитрук, активіста та народного депутата Володимира Парасюка.
22 серпня 2014 року у соцмережі зареєструвався 200-тисячний користувач. Станом на 13 листопада 2014 року в соцмережі було зареєстровано більш ніж 230 000 тисяч користувачів.

## Логотип
Логотип втілює ідею мінімалізму. Автор Богдан Оліярчук. Це був синій і жовтий квадрат. Згодом виникла ідея нового логотипу — в білих, зелений та сірих барвах, де зелений — це злиття двох кольорів: синього та жовтого, це символ єдиної України.[джерело?]

## Мови сайту
Сайт був доступний такими мовами:
- Українська
- Російська
- Англійська
- Білоруська
- Італійська
- Арабська
- Словенська
- Кримськотатарська
- Польська

## Супутні проєкти
- EU.WEUA.info — сайт, де охочі могли реєструватись на одному ресурсі із власниками транспорту, щоб допомогти одне одному. Проєкт закрито.
- Небесна Сотня — благодійний аукціон для потреб сімей загиблих героїв Російсько-української війни і загиблих на Майдані. Запущено 1 червня 2014 року, згодом закрито.[11]

### В червні 2015
Після року роботи мережа різко знизила активність оновлення. Версія 2.0 так і не була запущено. В офіційній групі мережі Богдан Оліярчук поскаржився на труднощі, що довелося пережити адміністрації за рік.
Станом на 16 червня 2015 року замість сайту відображалось оголошення про пошук нового власника.

### 2016
1 січня 2016 року проєкт мав оновитись, попередню реєстрацію було продовжено до 1 лютого. Станом на 1 лютого 2016 року відкрита реєстрація продовжувалась, почався тестовий режим.